# Вълко Цвятков
Вълко Цвятков Вълков (Максим, Босяка) е български партизанин от Партизански отряд „Христо Кърпачев“.

## Биография
Вълко Цвятков е роден на 6 септември 1924 г. в с. Каленик, Ловешко. На 13 години остава кръгъл сирак. Завършва прогимназия под грижите на роднините си. Записва се в Ловешката смесена гимназия „Цар Борис III“, където попада в средите на РМС. За ремсова дейност е изключен от училището и се премества да учи в Угърчинската гимназия. Тук е организиран член на РМС. Събира продукти за нелегалните, разпространява позиви, среща се с партизаните и като член на бойна група участва в партизански акции.
На 8 септември 1943 г. заплашен от полицейски арест се присъединява към Партизански отряд „Христо Кърпачев“. Приема партизанско име Максим, Босяка. Участва във всички действия на трета чета. В сражение с полицейски и военни подразделения близо до с. Радювене при м. „Радювенска ялия“ загива в състава на прикриваща група на 7 януари 1944 г.